# 立川こしらと古原奈々の"こしらにフルな?!"
『立川こしらと古原奈々の“こしらにフルな？！”』（たてかわこしらとふるはらななの こしらにフルな？！）は、落語家・立川こしらと声優・古原奈々がパーソナリティを務めるすまいるエフエムのラジオ番組であった。

## 概要
2009年4月3日より毎週金曜日の深夜1:30より30分間、2010年4月2日からは毎週金曜日の深夜1:00より60分間、すまいるエフエムで放送された。サイマルラジオでも同時配信されていた。ポッドキャストでも配信されている。
二人のトークが中心だが、リスナー投稿ありきのコーナーが中心となってきている。

## エピソード
- 以前すまいるエフエムで「古原理化学研究所」のパーソナリティを務めていた古原が、インターネットラジオ「すときゃ!」で見知っていた立川に声をかけたことで番組が実現した（第2回放送より）。
- 主題歌は古原が作詞・作曲・歌唱を担当している（ただし鼻歌作曲）。

## 歴史
2009年
- 4月3日 - 放送開始。
- 4月17日 - すまいるエフエム「おかえり すまいる」内のコーナー「スナックさなえ」に立川、古原がゲスト出演。
- 4月17日 - 新コーナー「目指せ、古原亭奈々蔵！ - 落語クイズ」では、立川から落語界の符丁が出題されるが、間違いだらけだったことが次回判明した。
- 5月2日 - すまいるエフエム「Organic Riddim」に古原が番宣のためゲスト出演。
- 5月29日 - 第9回放送で主題歌「桜、とどけ」がワンコーラス放送された。立川も「with KT」としてコーラス参加している。
- 6月6日 - 立川が番組ブログに古原、ディレクターとの打ち合わせ日程を相談する書き込みをする。以後数日間にわたってブログ上で三者間のやりとりがなされ、最終的な打ち合わせの日時、場所の確認までブログに記載するという事態に。
- 6月13日 - 第11回放送において古原の提案による「こしら、ポン流スター計画」がスタートするも、同時に募集を始めた立川提案の「こんなわがままな古原奈々を見た！」の盛況ぶりとは裏腹に、メールが一通のみという結果に。古原愕然。
- 6月26日 - 声優の津久井教生がパーソナリティを務める、すまいるエフエム「絵空事計画」において、主題歌「桜、とどけ」が紹介され、立川の弟弟子・立川志ら乃を通じて立川と津久井の間にも接点があることが明らかになった。
- 8月15日 - すまいるエフエム「土曜スペシャル」枠（15:00 - 17:00）で生放送スペシャルが放送された。ゲストに津久井を迎え、リスナーもスタジオ収録に参加した。主題歌「桜、とどけ」のフルコーラスバージョンも放送された。また、他にも古原が歌う「完熟フルハラ」オープニング「HAPPY♪TUNE」や「ロロナのアトリエ 〜アーランドの錬金術士〜」エンディング主題歌「不思議なレシピ」も放送された。なお、この放送はポッドキャスト配信されなかった。
- 10月30日 - 「ポン流スター計画」のコーナーが「こしら、ポン流スターコーナーR」としてリニューアル。コーナー立案者の古原が投稿数の不振を打開するために短文で投稿できるコーナーにすべく立ち上げた。

2010年
- 3月19日 - 第51回放送にて4月から番組放送時間が現行の30分から1時間へと延長されることが発表された。それに伴い、番組開始時間も25:30から25:00へ変更となる旨が発表された。
上記放送時間延長に伴いコーナーを増強する必要が生じ、放送中の思いつきによる「古原奈々の婿の座譲ります」「古原奈々のオンリーワン」「立川こしらの嫁になります」のコーナーへの投稿が募集される。しかし、同時に古原責任企画である「立川こしら ポン流スター計画R」の次回第52回放送での終了が宣言された。
- 3月26日 - 第52回放送において、番組時間延長に伴うさらなる新コーナー案が発表される。古原による「立川こしらの『俺売れてっからさぁ』」「立川こしらの『俺に付いてこい』」「立川こしらの○○フェチ」「立川こしらの『だって34歳だもん』」「立川こしら少年の日々」「立川こしらの『脱・引き籠もり』」に加えて、リスナーからの提案による「古原式ことわざ辞典」も案となる。
- 4月2日 - 第53回放送より一時間番組としてリニューアルされ、放送時間も25:00開始となる。募集されていた新コーナーの中から、メールが来ているものから順次仮スタートとなる。今回投稿が発表された新コーナーは「古原奈々の婿の座譲ります」「立川こしらの嫁になります」「立川こしらの『だって34歳だもん』」「立川こしら少年の日々」である。
- 7月13日 - 収録の第68回放送にて、本記事に「Wikipedia:削除依頼」が出されていることが言及されたが、記事の存続が決定している。
- 9月19日 - 京都・四条河原町にあるアミューズメントセンター「ワンダータワー京都」にて、番組PRイベントが開催される。イベント計画は当初立川の落語会を京都で行うというものであったが、古原が「太鼓の達人」で関係しているナムコ関連の施設が会場となったため、太鼓の達人イベントと落語会のコラボイベントという体裁になった。

## コーナー一覧
こしら、声優への道 - 完ペキペッキリこしら売り
外郎売の口上を古原が立川自己紹介バージョンに書き直したものに立川が挑戦するコーナー。立川にとっては若干苦痛な時間。（初出: 第2回放送）
目指せ、古原亭奈々蔵！ - 落語クイズ
古原が落語家を目指すべく立川の出す落語クイズに答えるコーナー。（初出: 第3回放送）
30年前の政局
とりあえず、政局でもなんでもなく20 - 30年くらい前の出来事についておしゃべりするコーナー。（初出: 第3回放送）
二人は息ぴったん
一つの設問に対して立川と古原が同時に答えて、いかに息が合っているのかを確かめるコーナー。（初出: 第6回放送）
こんなワガママな古原奈々を見た！
街で、ネットで見かけた古原のわがままっぷりをリスナーから募集するコーナー。立川の提案により始まったコーナーで、最後に「わがままじゃないモン」とつけるルール。（初出: 第10回放送）
こしら、ポン流スター計画
番組聴取率を上げるべく、立川をニッポンのスターにする方法をリスナーから募集するコーナー。2009年10月30日放送より「こしら、ポン流スター計画 R」（RはリニューアルのR）としてリニューアルされたが、2010年3月26日放送にて最終回を迎えた。（初出: 第11回放送）

## その他
主題歌
- タイトル : 「桜、とどけ」
- 作詞・作曲 : 古原奈々
- 歌 : 古原奈々 with KT（立川こしら）

古原のキャラクター設定
番組内のキャラとして定義づけられた「古原奈々」
- わがままじゃない（しかし、第50回放送で自らわがままであることを肯定してしまった）。
- 世間知らずじゃない。
- 後付けが得意。
- うそつきじゃない。
- 不思議ちゃん。
- Iカップ。
- イラッとする。
- オンリーワン（古原2010年の目標であり、奇行に走ることでその目標を達成しようと目論む）。
- アルバイト声優。
- ワタシは太陽。